# Таёжный (муниципальное образование город Ивдель)
Таёжный — упразднённый в декабре 2004 года посёлок, относившийся к Понильскому сельсовету города областного подчинения Ивделя Свердловской области России. Входил в состав муниципального образования город Ивдель.

## Географическое положение
Посёлок Таёжный располагался в 83 километрах к востоко-юго-востоку от города Ивделя, в таёжной местности, на правом берегу реки Понил (левый приток Лозьвы). Автомобильное сообщение отсутствует.

## История
В советское время находилась железнодорожная станция Таёжная лесовозной узкоколейной железной дороги Понил — Таёжный.
Областным законом № 180-ОЗ от 22 ноября 2004 года посёлок был упразднён. Закон вступил в силу через 10 дней после официального опубликования.